# Angelo Antonio D'Agostino
Angelo Antonio D'Agostino (Montefalcione, 10 giugno 1961) è un politico, imprenditore e dirigente sportivo italiano.

## Biografia
Sposato, padre di cinque figli, Angelo Antonio D'Agostino è nato a Montefalcione, in provincia di Avellino. Ha intrapreso l'attività imprenditoriale nel 1983. Nel 2010 è presidente dell'Associazione nazionale costruttori edili (ANCE) di Avellino; nel 2011 assume anche la carica di vicepresidente regionale dell'associazione di categoria.
Dal 29 febbraio 2020 è presidente dell'Unione Sportiva Avellino 1912  con cui sotto la sua presidenza raggiunge la matematica promozione in serie B nella stagione di serie C 2024-2025 dopo sette anni dall'ultima apparizione in cadetteria del club irpino.

## Attività politica
Nel maggio del 2011 è stato eletto consigliere comunale di Montefalcione in una lista civica. Vicino alle posizioni di Italia Futura, è un convinto sostenitore delle posizioni di Luca Cordero di Montezemolo.
Alle elezioni politiche del 2013 viene eletto deputato della XVII legislatura della Repubblica Italiana nella circoscrizione XX Campania 2 per Scelta Civica per l'Italia.

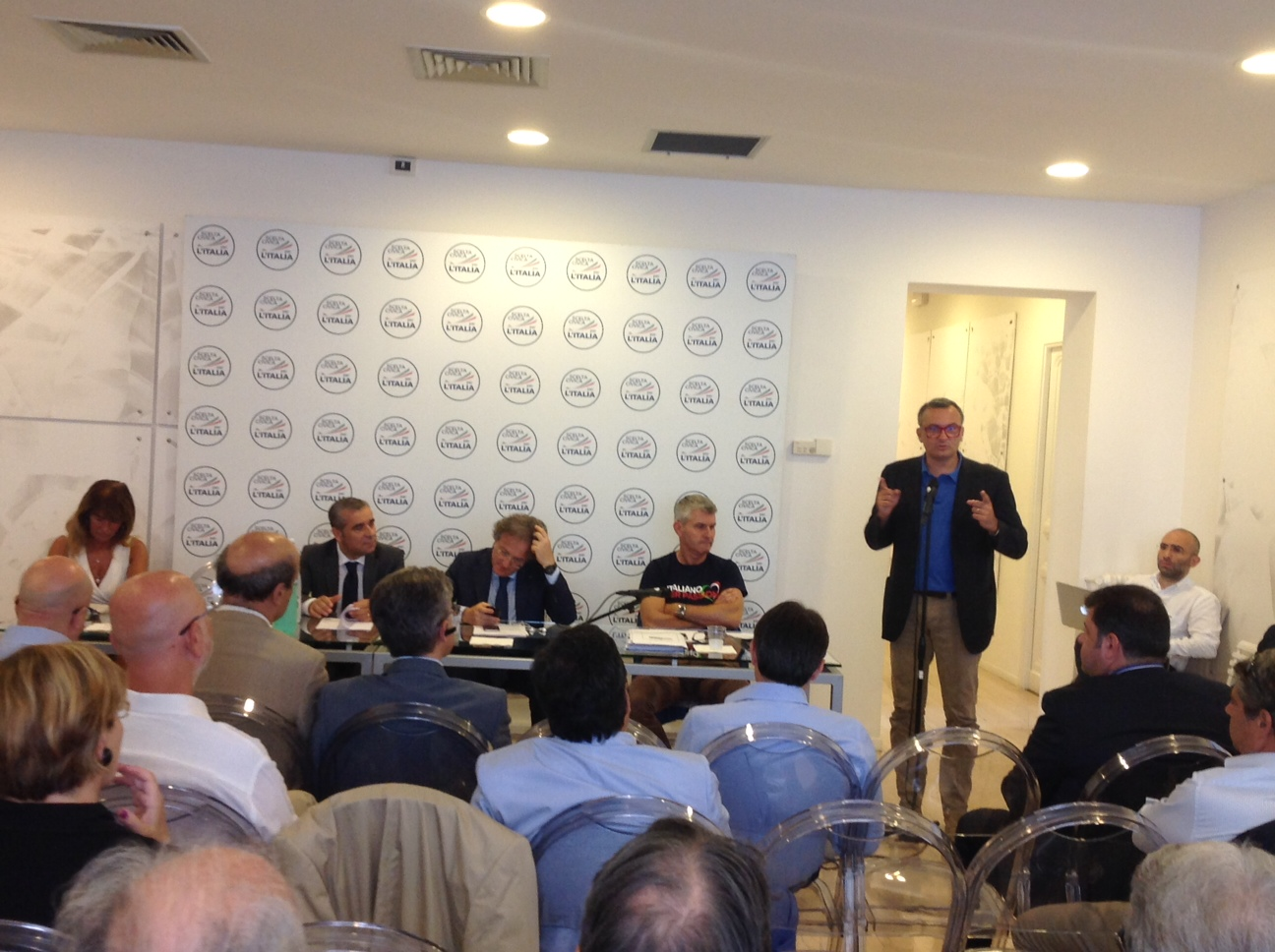
11 luglio 2015 - Direzione nazionale di Scelta Civica. Intervento del Segretario nazionale, Enrico Zanetti, dopo l'avvenuta elezione di Angelo Antonio D'Agostino a vice presidente nazionale.

L'11 luglio del 2015 la direzione nazionale del partito ha eletto D'Agostino Vicepresidente Vicario di Scelta Civica. L'elezione, proposta dal Segretario Enrico Zanetti, è avvenuta per acclamazione.
Il 14 luglio 2016 il segretario e vice ministro Enrico Zanetti, insieme a Mariano Rabino, Giulio Cesare Sottanelli e D'Agostino, lascia il gruppo Scelta civica alla Camera portandosi dietro simbolo e insieme ai 10 deputati di ALA di Denis Verdini e un deputato di Fare! fonda il polo liberale "Scelta Civica verso Cittadini per l'Italia".
Nel novembre 2017 fuoriesce da Scelta Civica a seguito della decisione della Direzione nazionale del partito di prendere parte alla coalizione di centro-destra alle successive elezioni politiche.
In vista delle elezioni politiche del 2018 aderisce alla lista elettorale Italia Europa Insieme e viene candidato come deputato nel collegio uninominale di Avellino e nel collegio plurinominale Campania 2-01: a causa del scarso risultato conseguito dalla lista nel collegio (1,29%) e dalla coalizione di centro-sinistra (20,98%), non risulta eletto.
Alle elezioni del 3 e del 4 ottobre 2021 viene eletto sindaco di Montefalcione, suo paese di nascita. In vista delle elezioni provinciali del 12 dicembre, si candida alla carica di presidente della provincia di Avellino ma risulta sconfitto contro il candidato del centrosinistra Rizieri Buonopane; a seguito di un suo ricorso, il successivo 11 giugno si ripetono le operazioni di voto per le fasce B e D ma viene confermato il risultato del primo voto.
Il 9 settembre 2022, il presidente di Forza Italia Silvio Berlusconi, su proposta del coordinatore nazionale Antonio Tajani e del responsabile nazionale dei Dipartimenti Alessandro Cattaneo, lo nomina responsabile del Dipartimento Innovazione e Sviluppo del movimento azzurro.
Nel maggio del 2024, in occasione delle elezioni europee, viene candidato nella lista di Forza Italia per la circoscrizione meridionale: ottiene 24.975 preferenze ma non risulta eletto. 

## Attività imprenditoriale
Nel 1983 D'Agostino fonda la D'Agostino Costruzioni Generali che negli anni ha progressivamente diversificato le sue attività includendo il settore energetico, la distribuzione e commercializzazione di gas metano ed energia elettrica e le rinnovabili. Dalla sistemazione e organizzazione delle molteplici attività, nel 2011 nasce il Gruppo D'Agostino che comprende un'emittente televisiva e un'azienda vinicola.

## Controversie giudiziarie
Nel marzo 2016 è stato rinviato a giudizio dal Tribunale di Roma - insieme all'attrice Raffaella Bergé all'imprenditore Mario Calcagni e ad altre persone - nell'ambito di un'inchiesta su presunte false attestazioni e certificazioni rilasciate dalla società Axsoa di cui Calcagni era amministratore; D'Agostino è accusato di essersi servito della Axsoa per comprare secondo i giudici «il ramo d’azienda fittizio della Fp nel 2009 per far apparire sussistenti i requisiti economici e tecnici previsti dalla legge.